# Toyota Gazoo Racing
Toyota Gazoo Racing (spesso abbreviato in Toyota Racing o TGR) è la divisione corse della casa automobilistica giapponese Toyota che compete in numerosi e tra i più prestigiosi campionati automobilistici di tutto il mondo. Le divisioni sportive del costruttore corrono sotto questo nome, tra queste si ricordano: la Toyota Gazoo Racing Europe che attualmente compete nel FIA World Endurance Championship, la Toyota Gazoo Racing WRC che compete nel FIA World Rally Championship e la Toyota Gazoo Racing South Africa che compete nel FIA World Rally-Raid Championship.
Il marchio "GR" viene inoltre utilizzato per la versione sportiva dei modelli stradali, come per esempio la Toyota GR Supra, la Toyota GR Yaris o la Toyota GR86. Con il passare del tempo l'utilizzo di questo brand è stato ulteriormente ampliato e segmentato per indicare una vasta serie di modelli sportivi e/o ad alte prestazioni. Accanto al marchio "GR" (utilizzato come detto per indicare versioni speciali ad alte prestazioni), sono state introdotte la linea "GR Sport", che indica un tipo di allestimento più orientato alla sportività applicato a normali modelli, e la linea "GRMN", che indica versioni sportive in produzione limitata di diversi modelli stradali.

## Palmarès

### Campionati del Mondo Rally FIA
- 8 Campionati del mondo FIA WRC costruttori (1993, 1994, 1999, 2018, 2021, 2022, 2023, 2024)
- 9 Campionati del mondo FIA WRC piloti con Carlos Sainz (1990 e 1992), Juha Kankkunen (1993), Didier Auriol (1994), Ott Tänak (2019), Sébastien Ogier (2020 e 2021), Kalle Rovanperä (2022 e 2023)

### Campionati del Mondo Endurance FIA
- 7 Campionati del mondo FIA WEC costruttori (2014, 2018/2019, 2019/2020, 2021, 2022, 2023, 2024)
- 6 Campionati del mondo FIA WEC piloti (2014, 2018/2019, 2019/2020, 2021, 2022, 2023)

### Campionati del Mondo Rally-Raid FIA
- 3 Campionati del mondo FIA RALLY-RAID costruttori (2022, 2023, 2024)
- 2 Campionati del mondo FIA RALLY-RAID piloti con Nasser Al-Attiyah e Matthieu Baumel (2022, 2023)

### Sport prototipi
- 5 24 Ore di Le Mans (2018, 2019, 2020, 2021, 2022)

### Rally raid
- 3 Rally Dakar con Nasser Al-Attiyah e Matthieu Baumel (2019, 2022, 2023)

### Competizioni rally continentali
- 4 Campionati europei Rally con Enrico Bertone (1995), Armin Schwarz (1996 e 2001) e Henrik Lundgaard (2000)
- 3 Campionati italiani Rally (1998, 1999, 2000)

## Storia
Il nome "Gazoo Racing" è stato utilizzato per la prima volta nel 2007 da un team sperimentale composto in prevalenza da studenti guidato da Hiromu Naruse, che a quel tempo svolgeva il ruolo di collaudatore per la Toyota, che prese parte alla 24 Ore del Nürburgring. Tra i piloti di uno degli equipaggi figurava Akio Toyoda, che a quel tempo ricopriva la carica di vice presidente del gruppo Toyota. Dal momento che per motivi legali la scuderia non poteva utilizzare il nome "Toyota Racing", venne invece scelto "Team Gazoo". Il termine "Gazoo" (dal giapponese 画像 (Gazō, let. "immagine")) è il nome di un sito web che stava sviluppando Toyota in quel periodo. Per ragioni di pubbliche relazioni, Naruse e Toyoda adottarono rispettivamente i soprannomi "Cap" e "Morizo". Il budget dell'iniziativa era piuttosto ridotto, tanto che il team utilizzava delle vecchie Toyota Altezza e BMW E90. Il sito web Gazoo si occupò di documentare e pubblicizzare l'iniziativa, sottolineando la natura amatoriale del progetto.
Il successo dell'iniziativa ha permesso al Team Gazoo di partecipare negli anni successivi a varie competizioni tenutesi sul Nürburgring con l'obiettivo di sviluppare diversi modelli sportivi destinati al commercio, come per esempio la Lexus LFA o la Toyota FT-86. Alla guida delle vetture si alternavano piloti professionisti del calibro di Takayuki Kinoshita, Akira Iida e Hiroaki Ishiura, mentre meccanici e ingegneri di pista venivano scelti tra i dipendenti dell'azienda. Nel 2014 la scuderia ha ottenuto tre vittorie di classe alla 24 Ore del Nürburgring, che sono state dedicate alla memoria di Naruse, scomparso tragicamente in un incidente stradale proprio nei pressi del Nürburgring nel 2010.
Nel 2009 Akio Toyoda, dopo essersi insediato come nuovo presidente del gruppo Toyota, ha scelto di investire per ampliare le attività della Gazoo Racing, che ha così avuto la possibilità di organizzare diversi eventi sportivi come la 86/BRZ Race o il Toyota Gazoo Racing Festival. Rispettivamente nel 2009 e nel 2010 sono stati inoltre lanciati i marchi "GRMN" (acronimo di "Gazoo Racing, tuned by the Meister of the Nürburgring") e "G's s/G Sports" per le vetture stradali.
Nell'aprile 2015 tutti i programmi sportivi del gruppo Toyota, che fino a quel momento utilizzavano una notevole varietà di nomi, sono stati unificati sotto l'ombrello Gazoo Racing. Più nello specifico tutte le scuderie impegnate con vetture Toyota sono state rinominate "Toyota Gazoo Racing", mentre quello impegnate con vetture Lexus sono state rinominate "Lexus Gazoo Racing". Tutte le scuderie ufficiali Toyota Gazoo Racing hanno inoltre iniziato ad utilizzare livree con lo stesso schema, costituito da strisce rosse e nere su sfondo bianco. Allo stesso tempo è stato istituito il "Great Skills Training Department", con l'obiettivo di reclutare e sviluppare risorse umane per supportare le attività della Gazoo Racing al Nürburgring e nei rally.
Nel 2016 Juichi Wakisaka, storico pilota ufficiale Toyota e Lexus nel Super GT, è stato nominato ambasciatore del marchio TGR. La casa giapponese ha inoltre acquistato i diritti sulla prima curva del circuito del Fuji e l'ha rinominata "Curva TGR". È stato inoltre ingaggiato l'attore Takeru Satō per portare avanti diverse iniziative pubblicitarie con l'obiettivo di sviluppare il marchio TGR.
Nel 2017, in seguito ad una riorganizzazione della Toyota Gazoo Racing Factory, che si occupava dello sviluppo di vetture da competizione, è nata la Gazoo Racing Company. Essendo una società interamente di proprietà del gruppo Toyota, ha notevolmente incrementato la sua indipendenza, pur continuando a fornire le conoscenze guadagnate nelle competizioni nella progettazione di vetture stradali, adattando al contempo le sue strategie per raggiungere l'obiettivo della profittabilità economica. A livello di marchi si è assistito ad una riorganizzazione che ha visto la nascita della serie GR ("GRMN", "GR", "GR Sport/GR-S" e "GR Parts") e del "GR Garage", caratterizzato da una forte decentralizzazione operativa.
Nel 2019 è stata presentata la Toyota GR Supra, la prima vettura stradale brandizzata esclusivamente GR. L'uscita dell'allestimento GR Sport della Daihatsu Copen ha inoltre segnato la prima applicazione stradale del marchio su un modello non Toyota.
Nel 2020 è stata presentata la Toyota GR Yaris, il secondo modello brandizzato GR. La vettura viene costruita nell'impianto Motomachi situato nella città di Toyota, in Giappone, una fabbrica interamente destinata alla produzione di vetture a marchio GR che non fa utilizzo del convenzionale nastro trasportatore.

## Divisioni sportive Toyota Gazoo Racing

### Toyota Gazoo Racing Europe

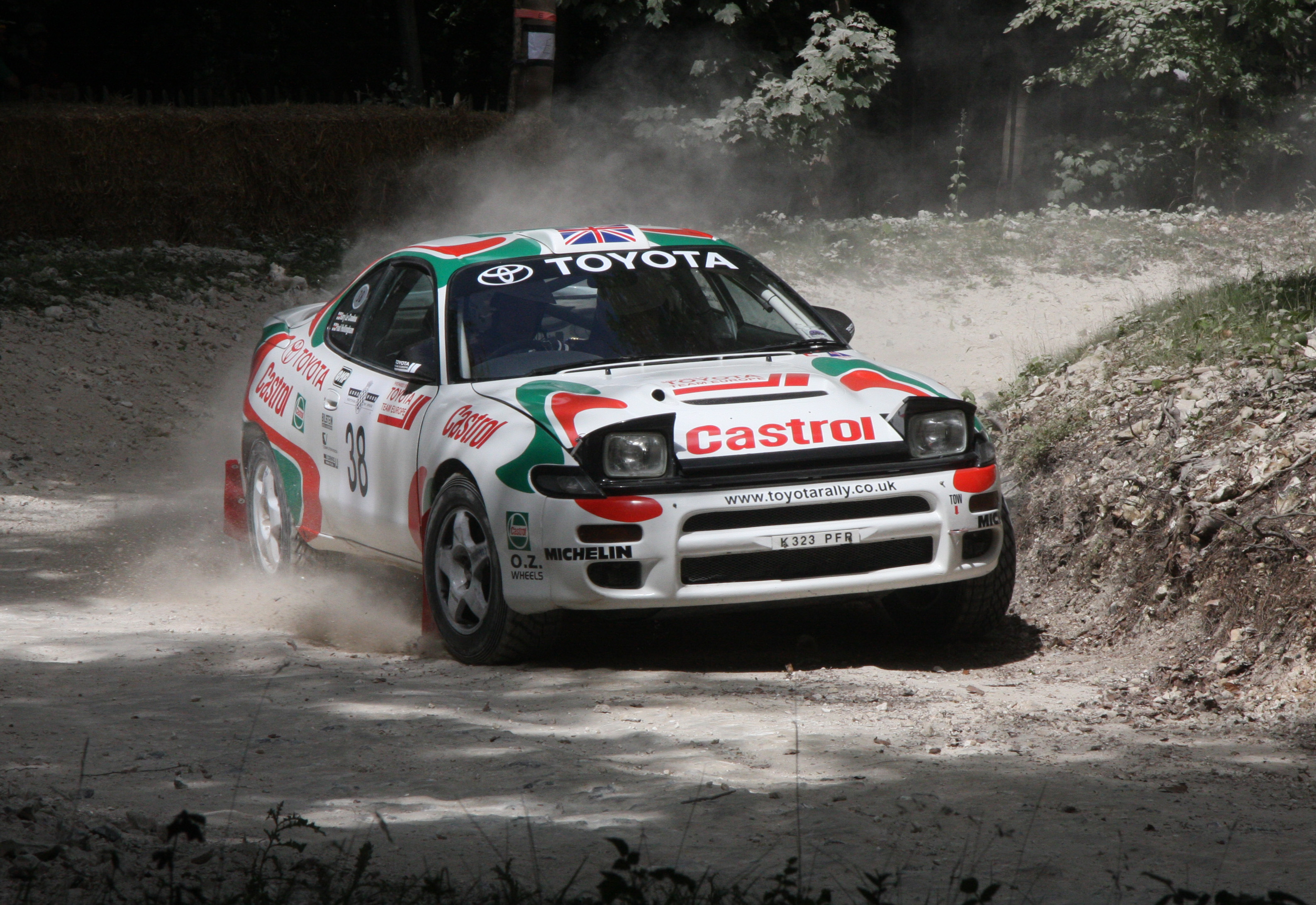
La Toyota Celica ST185 vincitrice del mondiale rally nel 1993 e nel 1994.

La Toyota Gazoo Racing Europe, precedentemente nota come Toyota Motorsport, ha sede a Colonia, in Germania, ed è lo storico reparto corse del costruttore giapponese. È stata fondata nel 1972 come Andersson Motorsport a Uppsala, in Svezia, dall'ex pilota Ove Andersson, diventando un hub regionale per le attività sportive della Toyota. Poco dopo la sede è stata spostata a Bruxelles, in Belgio. Nel 1975 la scuderia ha iniziato ad operare come scuderia ufficiale Toyota ed è stata rinominata Toyota Team Europe, ottenendo nello stesso anno la sua prima vittoria nel campionato del mondo rally con una Toyota Corolla equipaggiata con un motore da 1,6 litri. Nel 1979 la sede è stata nuovamente spostata da Bruxelles a Colonia. Nello stesso anno la scuderia ha iniziato ad utilizzare la nuova Toyota Celica Turbo. Nel 1987 la scuderia si è trasferita in un quartier generale più ampio, nel quale ha sede ancora oggi. Nello stesso anno ha iniziato ad utilizzare la Toyota Celica GT-Four, il suo primo modello a quattro ruote motrici e uno dei più vincenti nella sua storia. Nel 1990 Carlos Sainz, alla guida di una Celica ST165, ha vinto il primo mondiale rally per la casa giapponese. A questo seguiranno altri tre titoli nel 1992, 1993 e 1994. Nel 1993 la scuderia ha assunto il nuovo nome di Toyota Motorsport. Nel 1995 il team nel Campionato del mondo rally è stato squalificato per 12 mesi per aver infranto il regolamento tecnico, avendo installato sulle sue auto dei restrittori d'aria illegali. Nel 1998 la scuderia ha fatto ritorno ai rally in maniera ufficiale con la nuova Toyota Corolla WRC, ma si è poi ritirata l'anno successivo per concentrarsi sull'entrata in Formula 1.

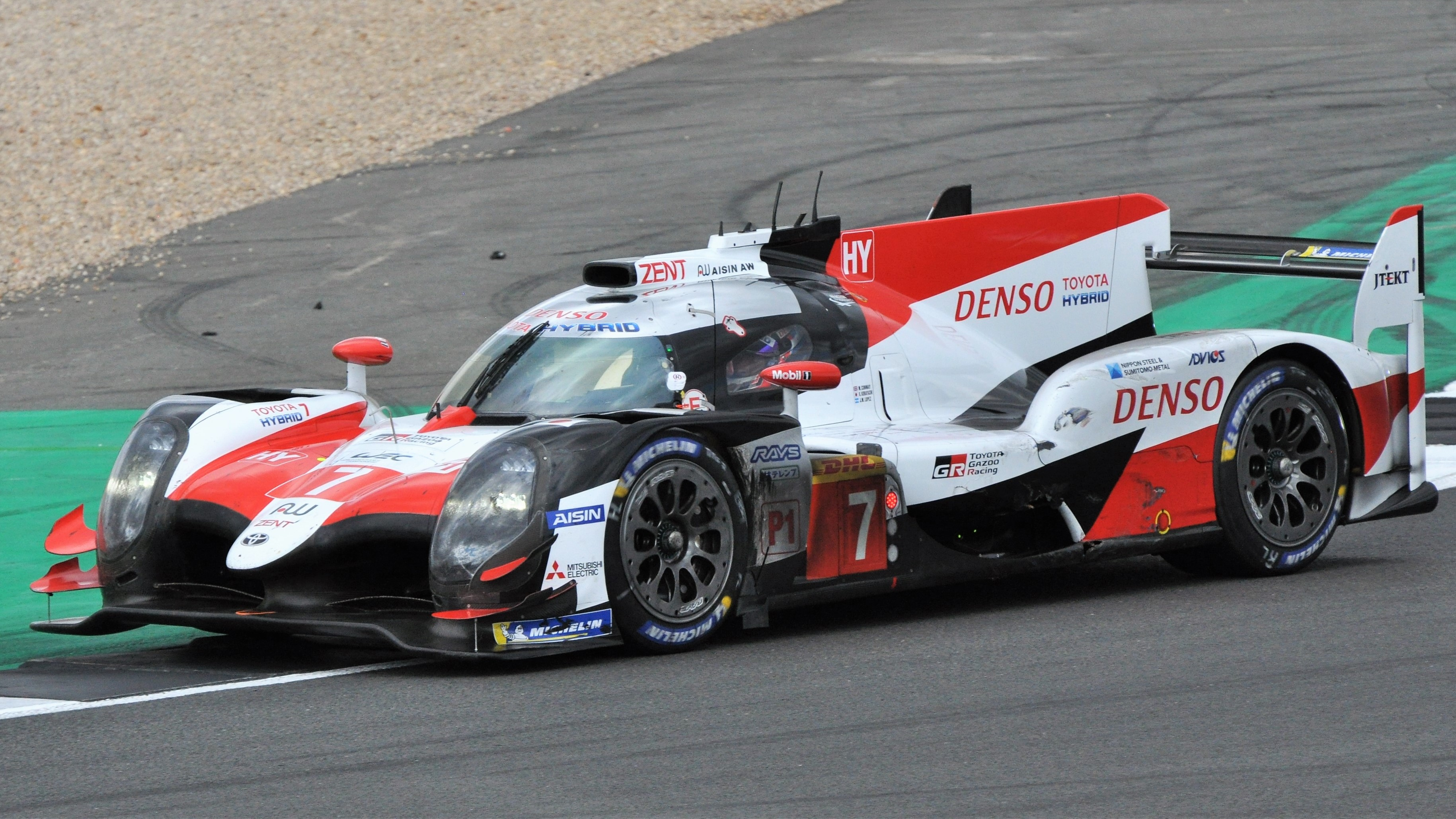
La Toyota TS050 Hybrid vincitrice di tre 24 Ore di Le Mans

Nel 1998 la Toyota Motorsport ha fatto il suo ingresso nelle competizioni endurance, presentando un nuovo prototipo, la Toyota GT-One per la 24 Ore di Le Mans 1998. Delle tre vetture iscritte, solo una è riuscita a terminare la gara, classificandosi al nono posto finale (ottavo di classe). L'anno successivo la situazione è inizialmente sembrata simile, con il ritiro di due vetture nelle prime ore di gara. La terza, tuttavia, è stata protagonista di una importante rimonta, che le ha permesso di classificarsi al secondo posto assoluto. I prototipi nipponici parteciperanno ad un'ultima gara, la 1000 km del Fuji, classificandosi ancora una volta al secondo posto assoluto. Nel 2000 il programma è stato cancellato per concentrare tutte le risorse del team sull'ingresso in Formula 1. Nell'ottobre 2011 Toyota ha annunciato il ritorno alle competizioni endurance con un nuovo prototipo ibrido. Qualche tempo dopo è stata presentata la TS030 Hybrid, che ha debuttato alla 24 Ore di Le Mans 2012, ottenendo però due ritiri. La vettura ha partecipato al campionato del mondo endurance nelle stagioni 2012 e 2013, ottenendo vittorie alla 6 Ore di San Paolo, alla 6 Ore del Fuji e alla 6 Ore del Bahrein. Nell'ottobre 2013 è stato presentato un nuovo prototipo, denominato TS040 Hybrid. Con la nuova vettura la scuderia è riuscita ad aggiudicarsi per la prima volta il mondiale endurance, non riuscendo però ad aggiudicarsi la 24 Ore di Le Mans. Nel 2015 è stata presentata la TS050 Hybrid, che ha debuttato nel WEC l'anno successivo. Questo modello, il cui ciclo di vita è durato ben quattro anni, è sicuramente il più vincente della storia Toyota, essendosi aggiudicato ben quattro 24 Ore di Le Mans e sei mondiali endurance (tre piloti e tre costruttori). Nel 2020, in vista dell'introduzione delle nuove specifiche LMH, è stato presentato un prototipo completamente nuovo, la GR010 Hybrid, che si è subito aggiudicata la 24 Ore di Le Mans 2021, oltre che i titoli mondiali piloti e costruttori.

### Toyota Gazoo Racing WRC

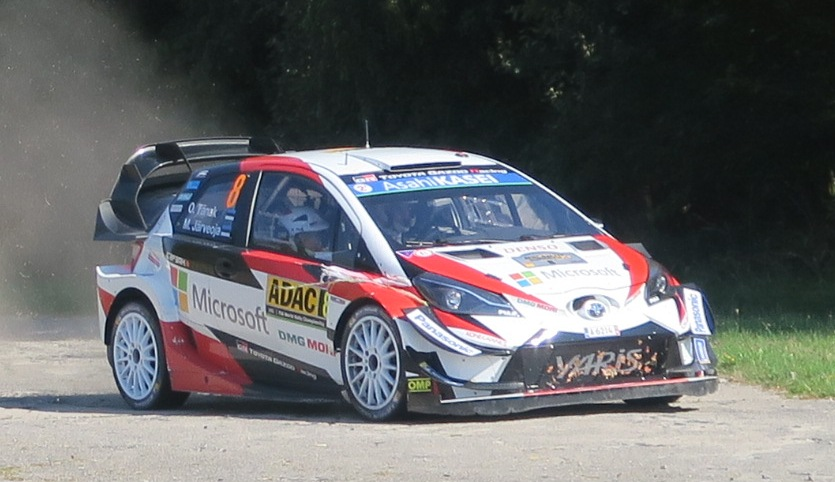
Una Toyota Yaris WRC impegnata nel Rally di Germania 2018

La Toyota Gazoo Racing WRC ha sede a Jyväskylä, in Finlandia, ed è il reparto corse della casa giapponese nel campionato del mondo rally. Nata nel 2015 dall'accordo tra la Toyota e l'ex pilota Tommi Mäkinen, è stata fondata con l'obiettivo di sovrintendere lo sviluppo della nuova vettura per il WRC e in seguito di portarla in pista. Inizialmente il progetto era stato affidato alla Toyota Motorsport, ma è stato in seguito deciso di toglierglielo per permetterle di concentrarsi sul suo impegno nell'endurance. Nel 2016 è stata presentata la Toyota Yaris WRC, che ha fatto il suo debutto l'anno successivo, segnando così il ritorno della Toyota nei rally dopo 18 anni. Alla sua stagione di debutto, la vettura ha ottenuto il terzo posto nel campionato costruttori, vincendo il Rally di Svezia e il Rally di Finlandia. Nel 2018 è stato ingaggiato l'ex pilota M-Sport Ott Tänak, che ha guidato la squadra alla vittoria del mondiale costruttori nella sua seconda stagione di partecipazione al campionato. Sempre il pilota estone sarà protagonista l'anno successivo della vittoria di ben sei rally (Svezia, Cile, Portogallo, Finlandia, Germania e Gran Bretagna), che gli permetteranno di conquistare il mondiale piloti. A fine stagione, tuttavia, Tänak ha annunciato a sorpresa il passaggio alla Hyundai. Al suo posto è stato ingaggiato il sei volte campione del mondo Sébastien Ogier, che alla sua prima stagione con la casa giapponese si è subito aggiudicato il titolo piloti. Il francese ha poi ottenuto il bis nel 2021, annunciando però il ritiro al termine della stagione. 

### Toyota Gazoo Racing South Africa

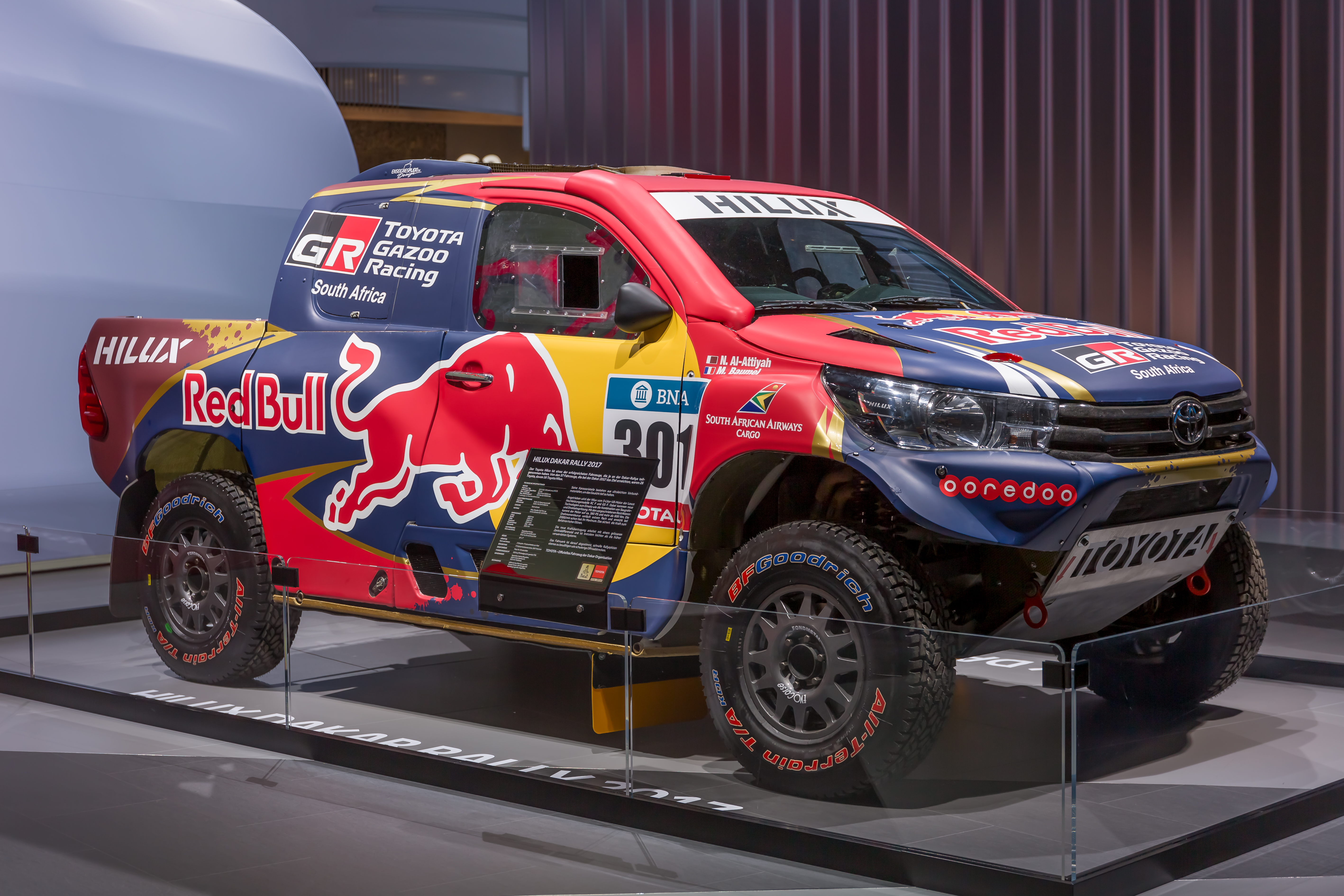
La Toyota Hilux Dakar utilizzata da Nasser Al-Attiyah nel Rally Dakar 2017

La Toyota Gazoo Racing South Africa ha sede a Johannesburg, in Sudafrica, ed è il reparto corse della casa giapponese nel Rally Dakar. È nata nel 2011 su iniziativa di una concessionaria locale sudafricana della Toyota. Inizialmente nota come Imperial Toyota, la scuderia è stata inizialmente guidata dal vincitore del 2009 Giniel de Villiers. Tra migliori risultati del sudafricano si possono annoverare due secondi posti (nel 2013 e nel 2015 e tre terzi posti assoluti (nel 2012, 2016 e 2018), oltre a diverse vittorie di tappa. Nel 2016 è stato ingaggiato il due volte campione della Dakar ed ex pilota ufficiale Volkswagen e Mini Nasser Al-Attiyah. Dopo essersi ritirato nel 2017, il qatariota ha ottenuto una serie di ottimi risultati, che sono culminati con la vittoria assoluta nel 2019. Oltre a questa con la casa giapponese Al-Attiyah si è aggiudicato tre secondi posti assoluti e ben 15 vittorie di tappa.

### Toyota Gazoo Racing Argentina

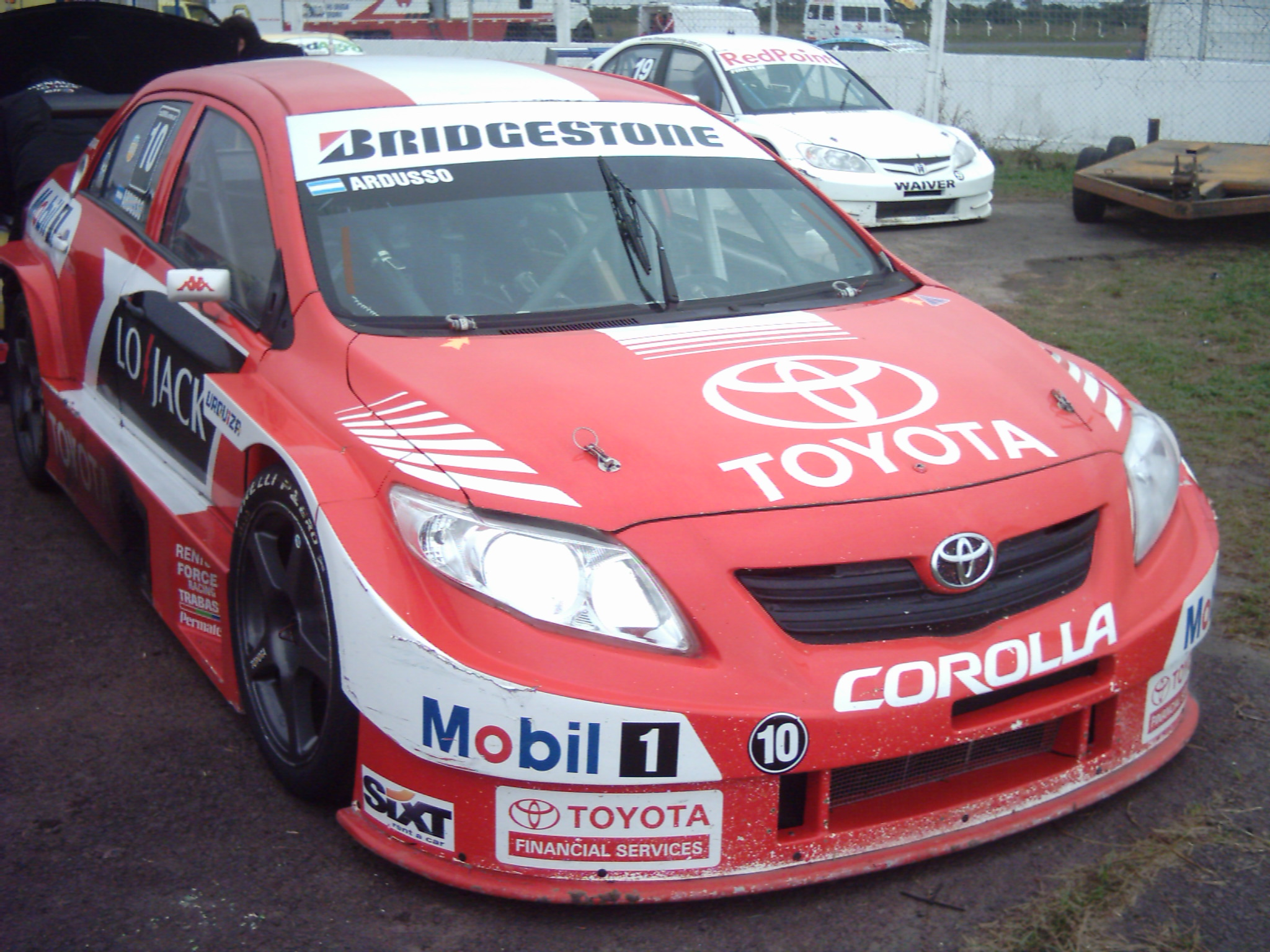
Una delle Toyota Corolla utilizzate nel Turismo Competición 2000

La Toyota Gazoo Racing Argentina, precedentemente nota come Toyota Team Argentina, ha sede in Argentina e milita in diversi campionati turismo nel paese sudamericano, tra i quali il Súper TC 2000. Dal 2021, inoltre, è responsabile dello sviluppo e della commercializzazione della versione con TCR della Toyota Corolla. Fondata nel 2000, è interamente di proprietà della Toyota Argentina. Nello stesso anno ha debuttato nel Turismo Competición 2000 (diventato poi Súper TC 2000). Nel 2002 Norberto Fontana si è aggiudicato il primo titolo nel TC 2000 per la scuderia. Nel 2005 la scuderia è stata colpita da un gravissimo lutto, quando l'aereo che stava trasportando alcuni membri dipendenti del team si è schiantato nei pressi di Córdoba, causando la morte di sette di loro, compreso il direttore della squadra Gustavo Ramonda e uno dei piloti, Nicolás Vuyovich. Nel 2011 la scuderia ha strappato alla Chevrolet il già bicampione Matías Rossi, che alla sua stagione d'esordio si è subito aggiudicato il terzo titolo in carriera, portando invece alla casa giapponese il suo secondo titolo. L'anno successivo il Turismo Competición 2000 ha subito una profonda rivoluzione, trasformandosi nel Súper TC 2000. Nel 2013 Rossi si è nuovamente aggiudicato il titolo, portando a tre i successi del Toyota Team Argentina. Nel 2017 la scuderia è stata rinominata Toyota Gazoo Racing Argentina. Nel 2021, sempre grazie a Rossi, la scuderia si è aggiudicata il suo quarto titolo.
Oltre al suo impegno nel Súper TC 2000, negli anni recenti la scuderia ha iniziato a competere in diversi altri campionati turismo in Argentina. Nel 2017 ha debuttato nel Top Race V6 con una versione silhouette della Toyota Camry, aggiudicandosi il titolo piloti nel 2019, nel 2020 e nel 2021. Dal 2020 partecipa inoltre alla Classe 3 del Turismo Nacional (campionato cadetto del Súper TC 2000). Dal 2021, infine, compete nel TC Pick Up con un Toyota Hilux. Il 5 agosto 2020 la scuderia ha inoltre annunciato l'intenzione di costruire una versione con specifiche TCR della Toyota Corolla. La Toyota Gazoo Racing Argentina è stata scelta dalla casa madre in virtù della sua specializzazione nelle competizioni turismo. Nel 2021 la vettura ha ufficialmente ottenuto l'omologazione e le consegne dovrebbero iniziare a partire dal 2022 in tutto il mondo.

### Toyota Gazoo Racing UK

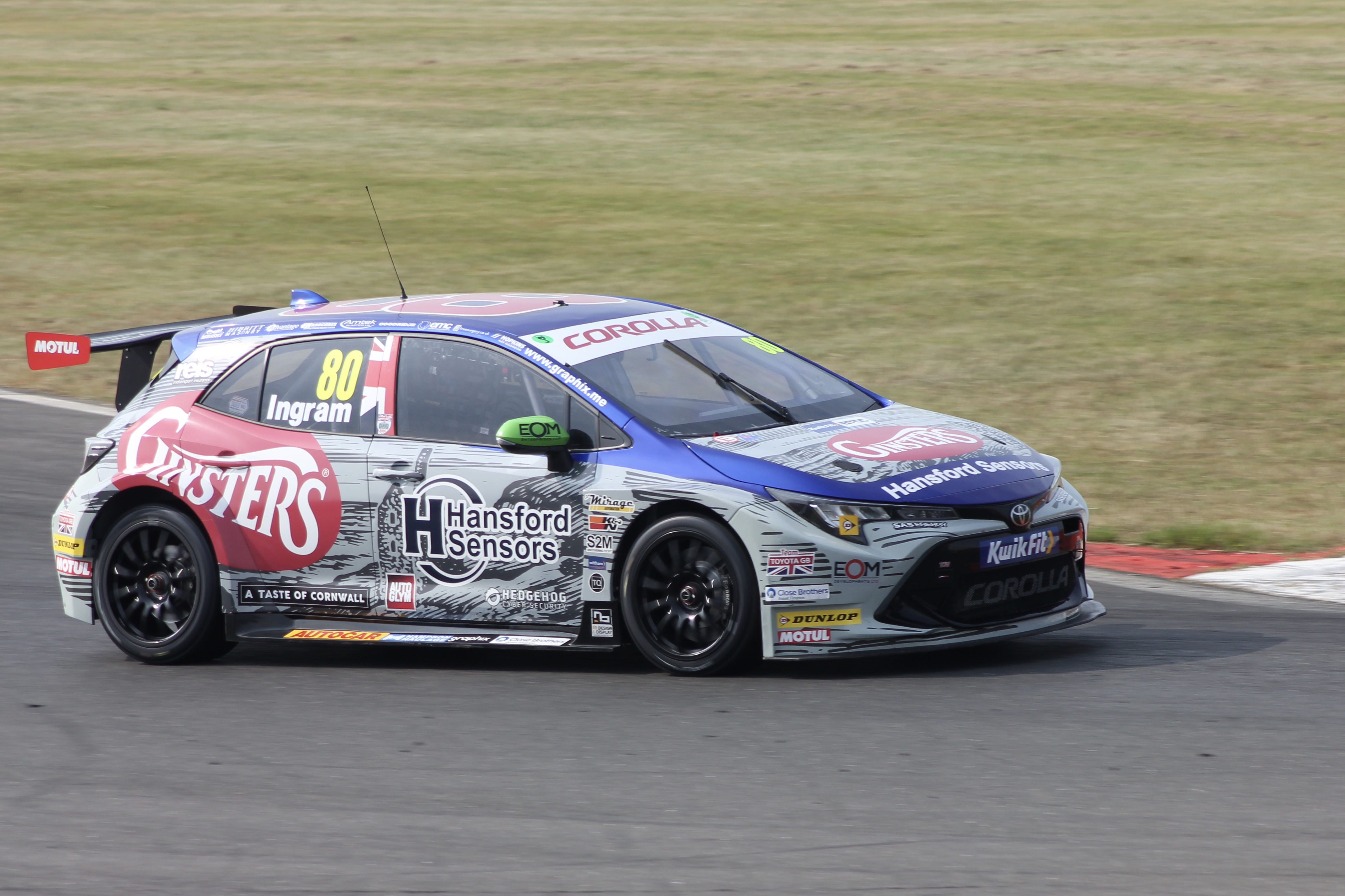
La Toyota Corolla utilizzata nel BTCC a partire dal 2019

La Speedworks Motorsport è una scuderia con sede a Sandbach, nel Regno Unito, che a partire dal 2019 svolge il ruolo di team ufficiale Toyota nel campionato britannico turismo. A differenza delle altre scuderie fin qui menzionate, la Speedworks Motorsport non è di proprietà del costruttore giapponese, ma rimane in mani private. Fondata nel 2005, la scuderia ha iniziato a competere nel BTCC in forma privata con una Toyota Avensis. Tra i suoi migliori risultati si possono annoverare un secondo e un terzo posto rispettivamente nel 2017 e nel 2018 in classifica piloti, entrambi ad opera dello storico pilota della scuderia Tom Ingram. Il 28 novembre 2018 la scuderia ha annunciato di aver raggiunto l'accordo con Toyota, diventandone il team ufficiale nel campionato. In seguito all'annuncio la scuderia è stata rinominata Toyota Gazoo Racing UK e ha pensionato la sua ormai datata Avensis, avviando la progettazione di una Toyota Corolla con specifiche NGTC, che ha fatto il suo debutto nel 2019. Nel 2021 la scuderia ha acquisito una seconda licenza per partecipare al campionato, passando così da una a due vetture. L'anno successivo ne è stata acquistata una terza. Dal 2020, inoltre, la Speedworks Motorsport partecipa alla classe GT4 del campionato britannico gran turismo con una Toyota GR Supra GT4.

## Modelli stradali

### GR
| Modello | Modello  | Produzione | Mercati |
| ------- | -------- | ---------- | --- |
|         | GR86     | Dal 2021   | Globale |
|         | GR Supra | Dal 2019   | Globale |
|         | GR Yaris | Dal 2020   | Giappone, Europa, Australia, Nuova Zelanda, Sud Africa, Thailandia, Malesia, Indonesia, Singapore, Filippine, Messico, Argentina, Taiwan |

#### Prototipi
- Toyota GR HV Sports Concept (2017)
- Toyota GR Super Sport Concept (2018)

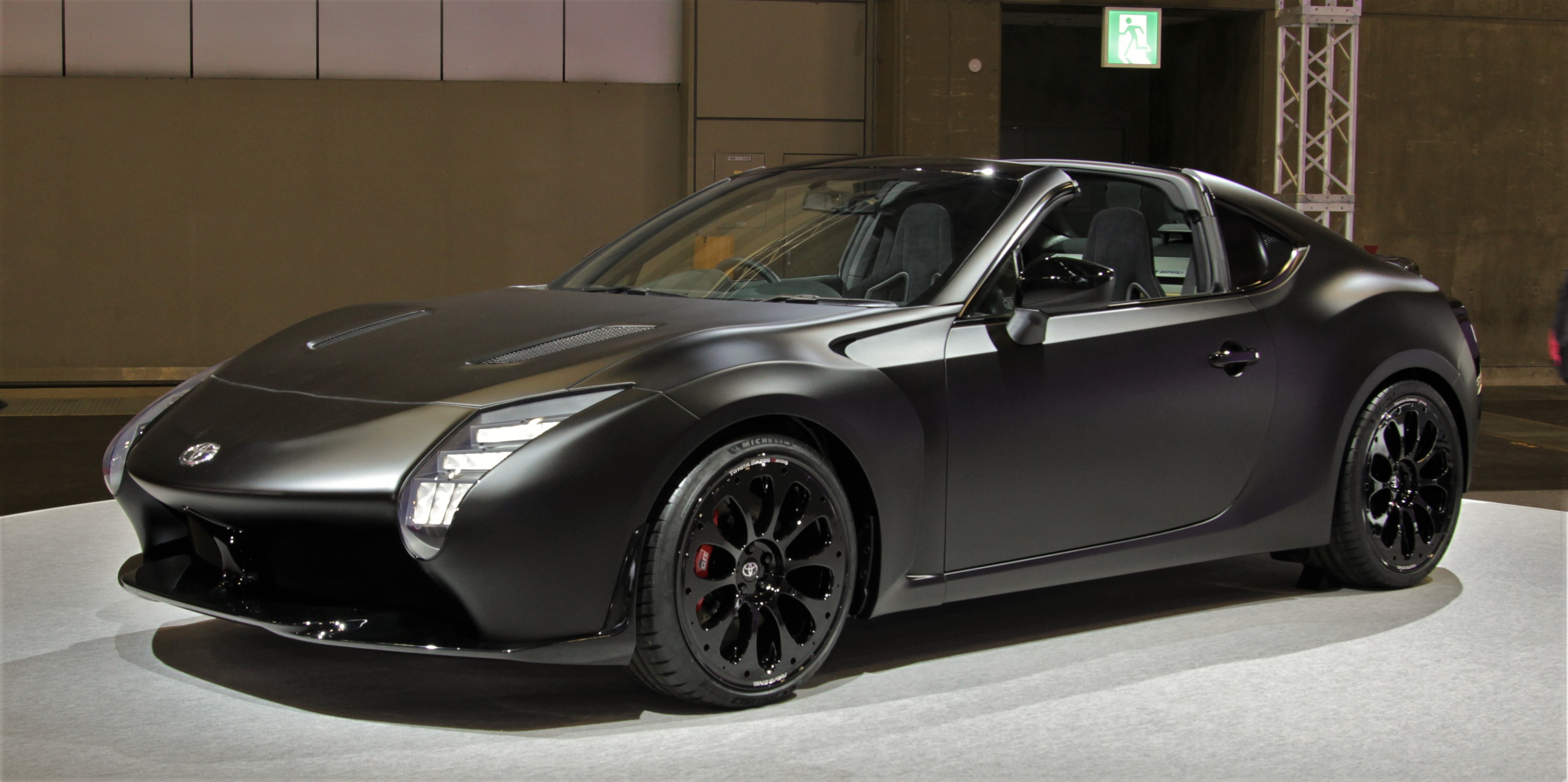
Toyota GR HV Sports Concept
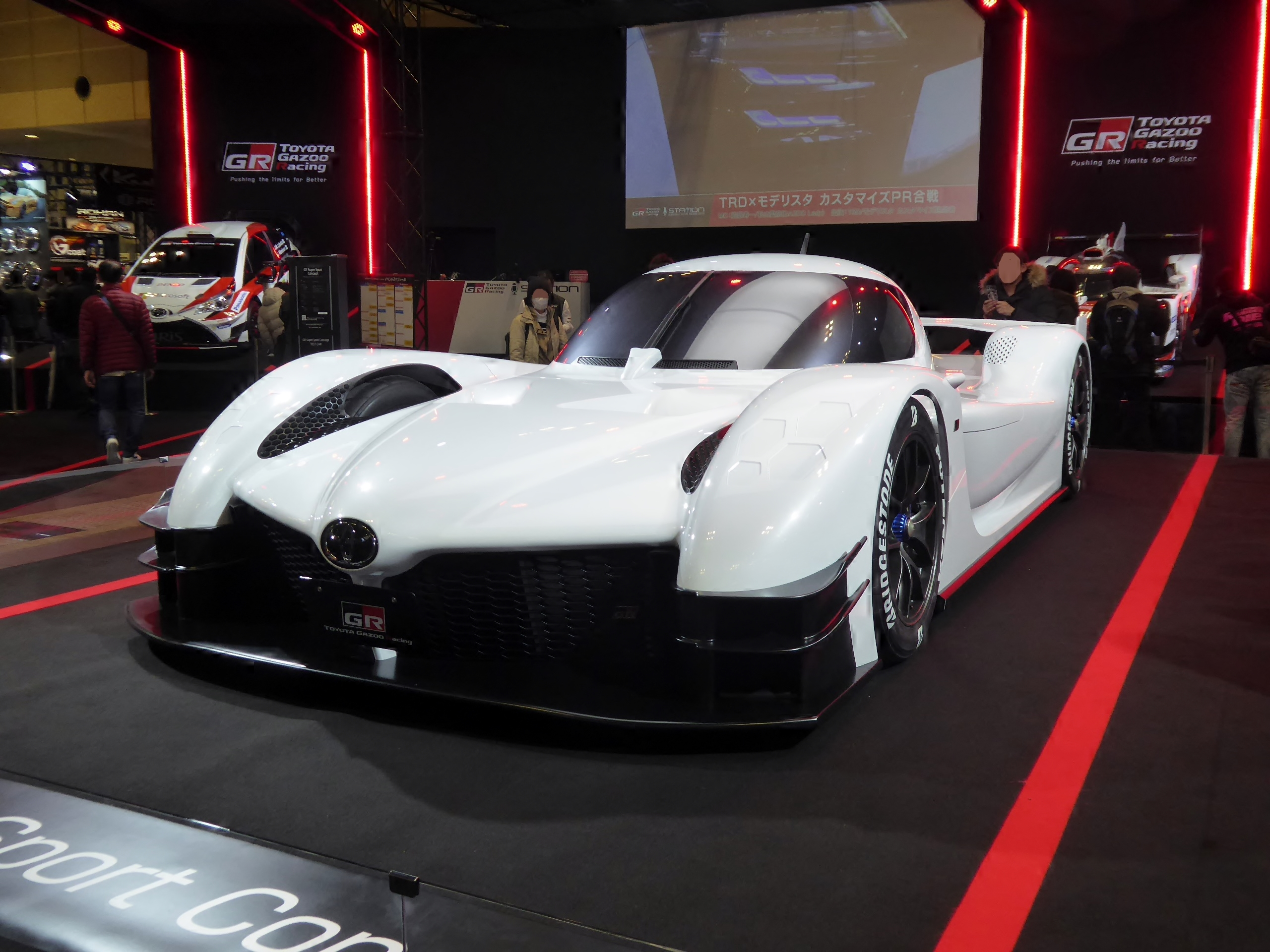
Toyota GR Super Sport Concept

### GR Sport
| Modello | Modello                 | Produzione | Mercati                                                |
| ------- | ----------------------- | ---------- | ------------------------------------------------------ |
|         | 86 GR Sport             | 2018-2020  | Giappone                                               |
|         | Agya GR Sport           | Dal 2021   | Indonesia                                              |
|         | Aqua GR Sport           | 2017-2021  | Giappone                                               |
|         | Avanza Veloz GR Limited | 2021       | Indonesia                                              |
|         | Camry GR Sport          | Dal 2021   | Russia, Kazakistan                                     |
|         | Copen GR Sport          | Dal 2019   | Giappone                                               |
|         | Corolla GR Sport        | Dal 2019   | Europa, Thailandia, Taiwan, Brasile, Argentina         |
|         | Corolla Altis GR Sport  | Dal 2019   | Europa, Thailandia, Taiwan, Brasile, Argentina         |
|         | Corolla Cross GR Sport  | Dal 2021   | Taiwan                                                 |
|         | C-HR GR Sport           | Dal 2019   | Giappone, Europa, Australia                            |
|         | Fortuner GR Sport       | Dal 2021   | Indonesia, Thailandia, Filippine                       |
|         | Harrier GR Sport        | 2017-2020  | Giappone                                               |
|         | Hilux GR Sport          | Dal 2019   | Africa, Sud Africa, Sud America, Thailandia, Filippine |
|         | Land Cruiser GR Sport   | Dal 2021   | Giappone, Medio Oriente, Australia, Sud Africa         |
|         | Mark X GR Sport         | 2017-2019  | Giappone                                               |
|         | Noah GR Sport           | Dal 2017   | Giappone                                               |
|         | Prius PHV GR Sport      | Dal 2017   | Giappone                                               |
|         | Prius α GR Sport        | 2017-2021  | Giappone                                               |
|         | Raize GR Sport          | Dal 2021   | Indonesia                                              |
|         | Rush GR Sport           | Dal 2021   | Indonesia                                              |
|         | Vios GR-S               | Dal 2021   | Malesia, Vietnam, Filippine                            |
|         | Vitz GR Sport           | 2017-2020  | Giappone                                               |
|         | Voxy GR Sport           | Dal 2017   | Giappone                                               |
|         | Yaris GR Sport          | 2019-2020  | Europa                                                 |
|         | Yaris GR Sport          | Dal 2021   | Indonesia                                              |

### GRMN
| Modello | Modello              | Produzione (numero di unità)       | Market(s) |
| ------- | -------------------- | ---------------------------------- | --------- |
|         | 86 GRMN              | 2016 (100 unità)                   | Giappone  |
|         | Century GRMN         | 2018 (2 unità, non in vendita)     | Giappone  |
|         | iQ GRMN              | 2009 (100 unità)                   | Giappone  |
|         | iQ GRMN Supercharger | 2012 (100 unità)                   | Giappone  |
|         | Mark X GRMN          | 2015 (100 unità), 2019 (350 unità) | Giappone  |
|         | Vitz GRMN Turbo      | 2013 (200 unità)                   | Giappone  |
|         | Vitz GRMN            | 2018 (150 unità)                   | Giappone  |
|         | Yaris GRMN           | 2018 (400 unità)                   | Europa    |